# Chlorocalis maternaschulzei
Chlorocalis maternaschulzei (лат.) — вид насекомых из семейства настоящих богомолов (Mantidae). В настоящее время его помещают в трибу Hierodulini. Представители этого вида известны из сезонных тропических лесов Таиланда и Вьетнама; типовой экземпляр из провинции Накхонратчасима.